# Siphona confusa
Siphona confusa là một loài ruồi trong họ Tachinidae.